# Ernst Fuchs (malarz)

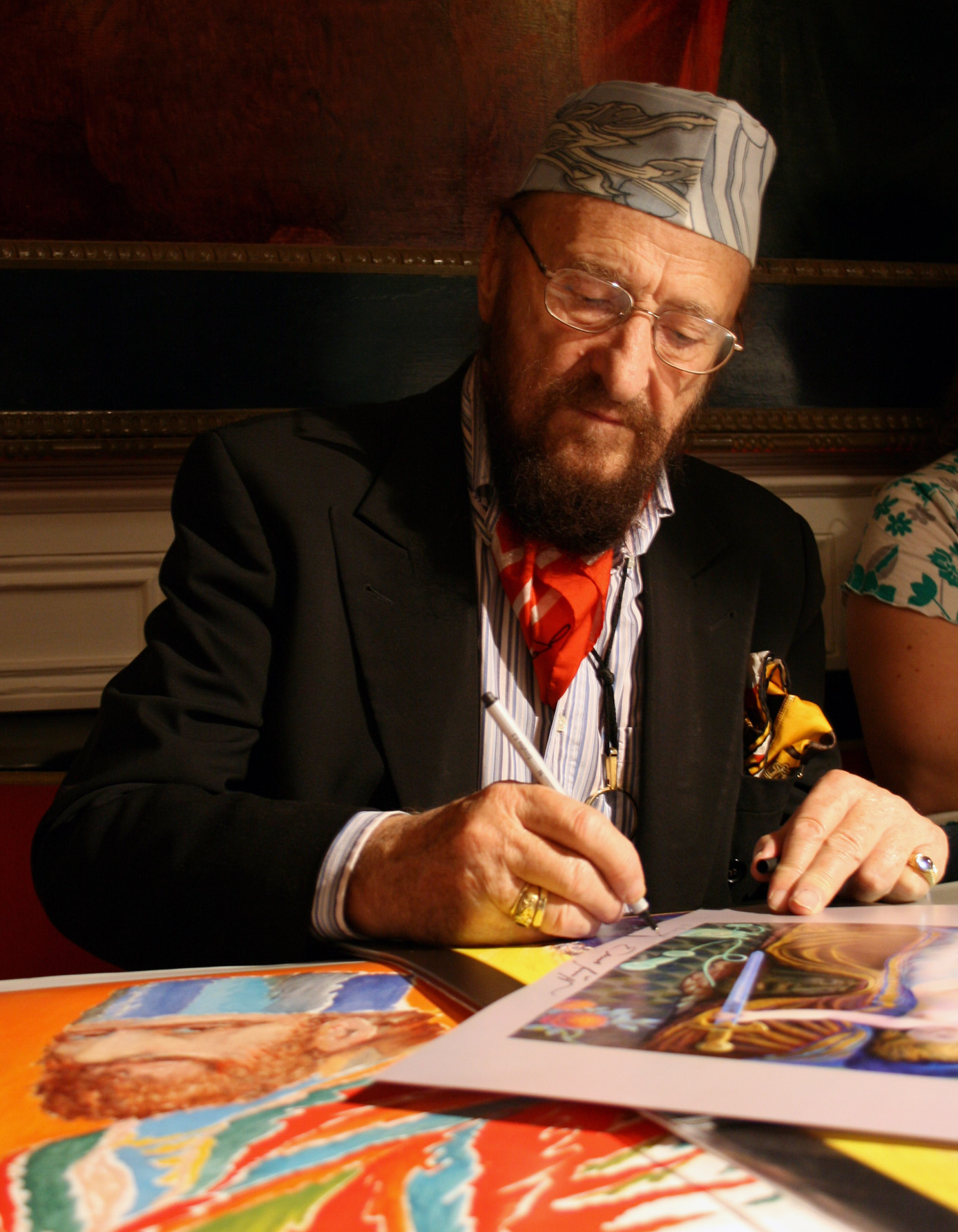
Ernst Fuchs

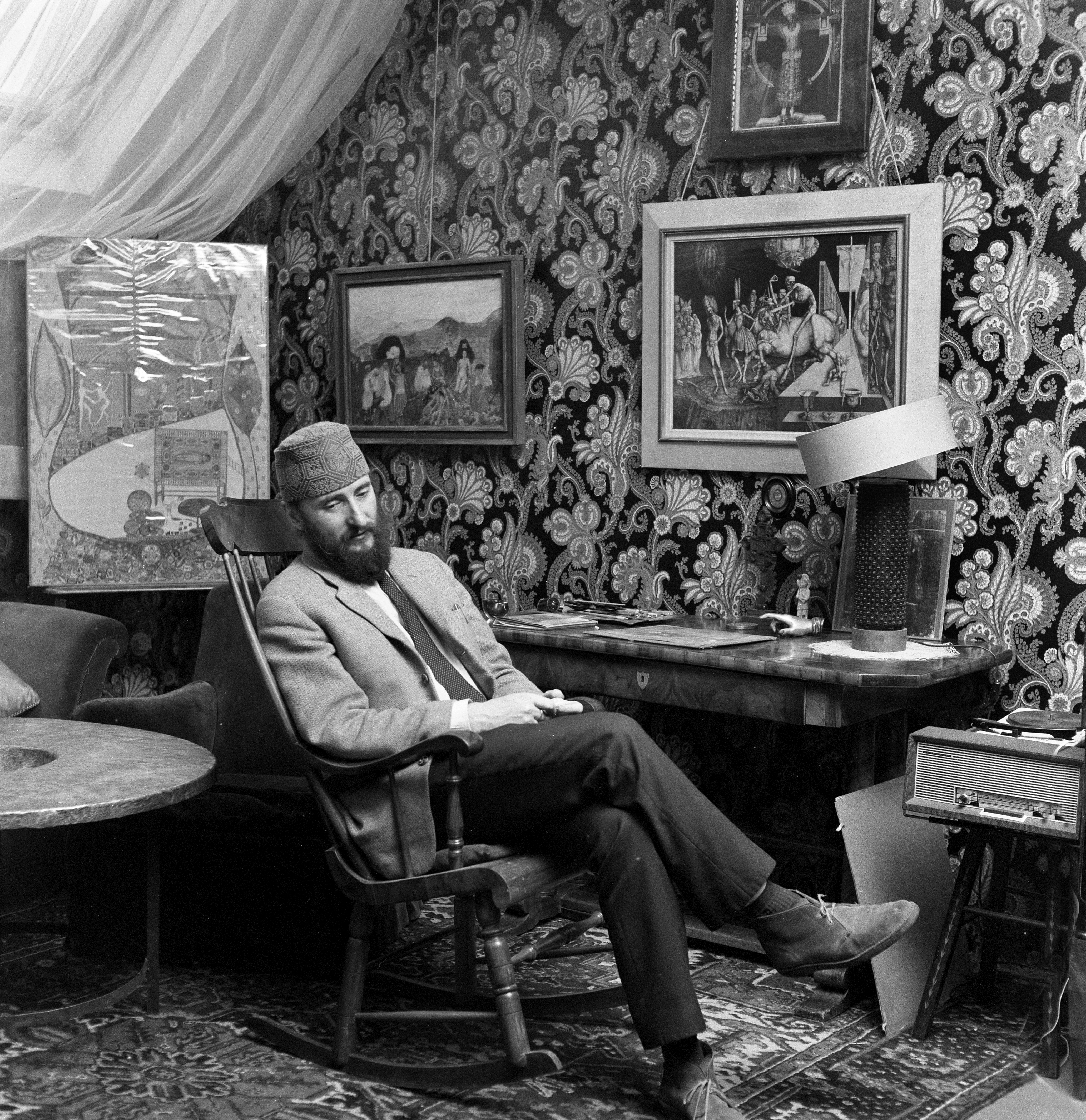
Ernst Fuchs (1973)

Ernst Fuchs (ur. 13 lutego 1930 w Wiedniu, zm. 9 listopada 2015 tamże) – austriacki malarz, grafik i muzyk. Był współtwórcą założonej w 1948 roku wiedeńskiej szkoły realizmu fantastycznego (niem. Wiener Schule des Phantastischen Realismus).

## Życiorys
Jego ojciec Maximilian Fuchs był żydem, matka Leopoldine chrześcijanką. Po wcieleniu Austrii do Niemiec w 1938 roku Maximilian wyjechał do Szanghaju, a mały Ernst został odebrany matce i umieszczony w obozie dla dzieci pochodzących z małżeństw mieszanych. Aby odzyskać dziecko, Leopoldine wyraziła zgodę na formalny rozwód, a w 1942 roku chłopiec został ochrzczony.
Po wojnie Ernst Fuchs studiował malarstwo w wiedeńskiej Akademii Sztuk Pięknych, był uczniem m.in. Alberta Paris von Gütersloh. Jego pierwsza wystawa obrazów odbyła się w Vienna Art Club w Turynie w 1948 roku. Założył wspólnie z innymi malarzami grupy: Art-Club (1946), Hundsgruppe (1951), Pintorarium (1959).
W latach 1950–1961 artysta przebywał głównie w Paryżu, podróżował też do Anglii, Hiszpanii, Włoch, USA i Izraela. Przez krótki czas prowadził w Wiedniu własną galerię, specjalizującą się w sztuce fantastycznej. W 1973 roku nabył i odnowił wiedeńską willę architekta Ottona Wagnera, w której urządził pracownię.

## Twórczość
Ernst Fuchs zajmował się przede wszystkim malarstwem i grafiką, także ilustracją, scenografią, rzeźbą i muzyką (w 1984 roku wziął udział jako wokalista w nagraniu płyty Aphrica Klausa Schulzego i Rainera Blossa). W pracach widoczne są wpływy secesji, ekspresjonizmu, awangardy oraz malarstwa klasycznego. W jego twórczości dominuje tematyka religijna, zwłaszcza biblijna (przykładem jest tryptyk dla Rosenkranzkirche w Wiedniu, wykonany w latach 1958–1961) i mitologiczna (fascynacja mitologią germańską, której efektem były prace scenograficzne do oper Richarda Wagnera), a także ujęcia symboliczne.

## Publikacje
- Architectura caelestis: die Bilder des verschollenen Stils (Salzburg: Residenz, Pb ed., 1966; Dtv, 1973)
- Album der Familie Fuchs (Salzburg: Residenz, 1973)
- Im Zeichen der Sphinx: Schriften und Bilder, red. Walter Schurian (Monachium: Dtv, 1978)
- Aura: Ein Märchen der Sehnsucht (Monachium: Dtv, 1981)
- Der Prophet des Schönen: Arno Breker (Marco, 1982)
- Von Jahwe: Gedichte (Monachium, 1982)